# Stazione di Pegognaga
La stazione di Pegognaga è una stazione ferroviaria della linea Suzzara-Ferrara, a servizio della cittadina di Pegognaga, in provincia di Mantova. Si trova a 9 km da Suzzara e 74 km da Ferrara.
È gestita da Ferrovie Emilia Romagna (FER).

## Storia
La stazione fu aperta nel dicembre 1888 dopo l'inaugurazione del tratto Suzzara-Sermide della ferrovia Suzzara-Ferrara.
Nel 1945 la stazione fu bombardata e alla fine della seconda guerra mondiale ricostruita.

## Strutture e impianti
Il piazzale è dotato di 3 binari, di cui 2 per il fabbricato viaggiatori, che si affaccia su via Marconi.
Il binario 3 è utilizzato per la sosta di automotrici FER.

## Movimento
La stazione è servita dai treni regionali di Trenitalia Tper delle relazioni Suzzara-Ferrara, Suzzara-Sermide, Suzzara-Rimini, svolti nell'ambito del contratto di servizio stipulato con la regione Emilia-Romagna.
Nei giorni festivi il servizio ferroviario è sostituito da tre coppie di autocorse.
Al novembre 2019 la stazione risultava frequentata da un traffico giornaliero medio di circa 269 persone (108 saliti + 161 discesi).